# 2022-es német labdarúgókupa-döntő
A 2022-es német labdarúgókupa-döntő a 79. volt a DFB-Pokal, azaz a német labdarúgókupa történetében. A mérkőzést 2022. május 21-én rendezték a berlini Olimpiai Stadionban. Az RB Leipzig büntetőpárbajban nyerte meg a kupát, történelme során először.

## A csapatok
| Csapat     | Az ezt megelőző döntős szereplések évszámai, félkövérrel szedve a győztes évek |
| ---------- | ------------------------------------------------------------------------------ |
| Freiburg   | 0                                                                              |
| RB Leipzig | 2 (2019, 2021)                                                                 |

## Út a döntőig
| Freiburg               | Freiburg             | Forduló                          | RB Leipzig        | RB Leipzig  |
| ---------------------- | -------------------- | -------------------------------- | ----------------- | ----------- |
| Ellenfél               | Végeredmény          | 2021–2022-es német labdarúgókupa | Ellenfél          | Végeredmény |
| Würzburger Kickers (V) | 1–0                  | 1. forduló                       | Sandhausen (V)    | 4–0         |
| VfL Osnabrück (V)      | 2–2 (h.u), (t.: 3–2) | 2. forduló                       | SV Babelsberg (V) | 1–0         |
| 1899 Hoffenheim (V)    | 4–1                  | A nyolc közé jutásért            | Hansa Rostock (H) | 2–0         |
| VfL Bochum (H)         | 2–1 (h.u)            | Negyeddöntő                      | Hannover 96 (V)   | 4–0         |
| Hamburger SV (V)       | 3–1                  | Elődöntő                         | Union Berlin (H)  | 2–1         |

### Freiburg
2021. augusztus 8-án a harmadosztályban szereplő Würzburger Kickers ellen 1–0-ra megnyert mérkőzéssel kezdték meg a 2021–2022-es kupa idényt. A 2. fordulóban a VfL Osnabrück ellen 1–1-es játékidőt követően a hosszabbításban mindkét csapat szerzett egy-egy gólt, majd büntetőpárbajban jutottak tovább. A TSG 1899 Hoffenheim elleni nyolcaddöntőben idegenben 4–1-re nyertek Vincenzo Grifo duplájának is köszönhetően. 2022. március 2-án a VfL Bochum ellen az 51. percben Nils Petersen szerezte meg a találkozó első gólját, majd a 64. percben Sebastian Polter egyenlített. A hosszabbítás utolsó percében Sallai Roland ziccerből szerzett góljával jutottak az elődöntőbe. A Hamburger SV ellen idegenben 3–1-re nyertek és a Freiburg történelme során először jutott be a döntőbe a Német Kupában.

### RB Leipzig
Az 1. fordulóban a másodosztályú Sandhausen ellen idegenben 4–0-ra nyertek Willi Orbán, Amadou Haidara, Christopher Nkunku és Szoboszlai Dominik góljaival. Október 26-án az SV Babelsberg vendégeként Szoboszlai Dominik góljával 1–0-ra nyertek és jutottak tovább a legjobb 16 közé. A másodosztályú Hansa Rostock ellen 2–0-ra nyertek Yussuf Poulsen fejesével és Dani Olmo góljával. A negyeddöntőben 4–0-ra győzték le a Hannover 96 csapatát. Az elődöntőben a Lipcse 2–1-re legyőzte az 1. FC Union Berlin csapatát.

## A mérkőzés
| 2022. május 21. 20:00 (CEST) |

| SC Freiburg                                | 1 – 1 (h. u.)       | RB Leipzig                 |
| ------------------------------------------ | ------------------- | -------------------------- |
|                                            | (1 – 1) Jegyzőkönyv |                            |
| Büntetőpárbaj                              |                     |                            |
| Petersen Günter N. Schlotterbeck Demirović | 2–4                 | Nkunku Orbán Olmo Henrichs |

| Olimpiai Stadion, Berlin Nézőszám: 74 322 Játékvezető: Sascha Stegemann (német) |

| SC Freiburg | RB Leipzig |

| GK                | 26 | Mark Flekken         |      |      |
| CB                | 5  | Manuel Gulde         |      | 106' |
| CB                | 3  | Philipp Lienhart     | 90'  |      |
| CB                | 4  | Nico Schlotterbeck   |      |      |
| RM                | 17 | Lukas Kübler         | 81'  | 86'  |
| CM                | 8  | Maximilian Eggestein |      | 86'  |
| CM                | 27 | Nicolas Höfler       |      |      |
| LM                | 30 | Christian Günter (c) |      |      |
| RW                | 22 | Sallai Roland        |      | 79'  |
| LW                | 32 | Vincenzo Grifo       |      |      |
| CF                | 9  | Lucas Höler          |      | 79'  |
| Cserék:           |    |                      |      |      |
| GK                | 1  | Benjamin Uphoff      |      |      |
| DF                | 7  | Jonathan Schmid      |      | 86'  |
| DF                | 25 | Kiliann Sildillia    |      |      |
| DF                | 31 | Keven Schlotterbeck  |      | 106' |
| MF                | 19 | Janik Haberer        |      | 86'  |
| MF                | 33 | Noah Weißhaupt       |      |      |
| FW                | 11 | Ermedin Demirović    | 113' | 79'  |
| FW                | 18 | Nils Petersen        |      | 79'  |
| FW                | 29 | Jeong Woo-yeong      |      |      |
| Vezetőedző:       |    |                      |      |      |
| Christian Streich |    |                      |      |      |

| GK               | 1                | Gulácsi Péter (c)  |       |      |
| CB               | 2                | Mohamed Simakan    | 57'   | 113' |
| CB               | 4                | Willi Orbán        |       |      |
| CB               | 23               | Marcel Halstenberg | 57′   |      |
| RM               | 16               | Lukas Klostermann  |       |      |
| CM               | 27               | Konrad Laimer      |       | 99'  |
| CM               | 44               | Kevin Kampl        | 2'    | 69'  |
| LM               | 39               | Benjamin Henrichs  |       |      |
| RW               | 10               | Emil Forsberg      | 82'   | 61'  |
| LW               | 18               | Christopher Nkunku |       |      |
| CF               | 33               | André Silva        |       | 61'  |
| Cserék:          |                  |                    |       |      |
| GK               | 31               | Josep Martínez     |       |      |
| DF               | 3                | Angeliño           |       |      |
| DF               | 22               | Nordi Mukiele      |       | 61'  |
| DF               | 32               | Joško Gvardiol     |       | 113' |
| MF               | 8                | Amadou Haidara     |       |      |
| MF               | 14               | Tyler Adams        |       | 99'  |
| MF               | 17               | Szoboszlai Dominik |       | 61'  |
| MF               | 25               | Dani Olmo          |       | 69'  |
| FW               | 9                | Yussuf Poulsen     |       |      |
| Vezetőedző:      |                  |                    |       |      |
| Domenico Tedesco | Domenico Tedesco | Domenico Tedesco   | 90+2' |      |

| A mérkőzés legjobb játékosa: Nico Schlotterbeck (Freiburg) Asszisztensek: Mike Pickel (Mendig) Frederick Assmuth (Köln) Negyedik játékvezető: Robert Schröder (Hannover) Videobíró: Sören Storks (Ramsdorf) Videobíró asszisztense: Christian Gittelmann (Gauersheim) | Szabályok - 90 perc játékidő. - Döntetlen esetén 30 perc hosszabbítás. - Ezt követően büntetőrúgások következnek, ha továbbra sincs döntés. - Kilenc nevezhető cserejátékos. - Maximum öt cserelehetőség, hosszabbítás esetén hat. |